# Contea di Henry (Illinois)
La contea di Henry ( in inglese Henry County ) è una contea dello Stato dell'Illinois, negli Stati Uniti. La popolazione al censimento del 2000 era di 51 020 abitanti. Il capoluogo di contea è Cambridge.